# Koparka BTM

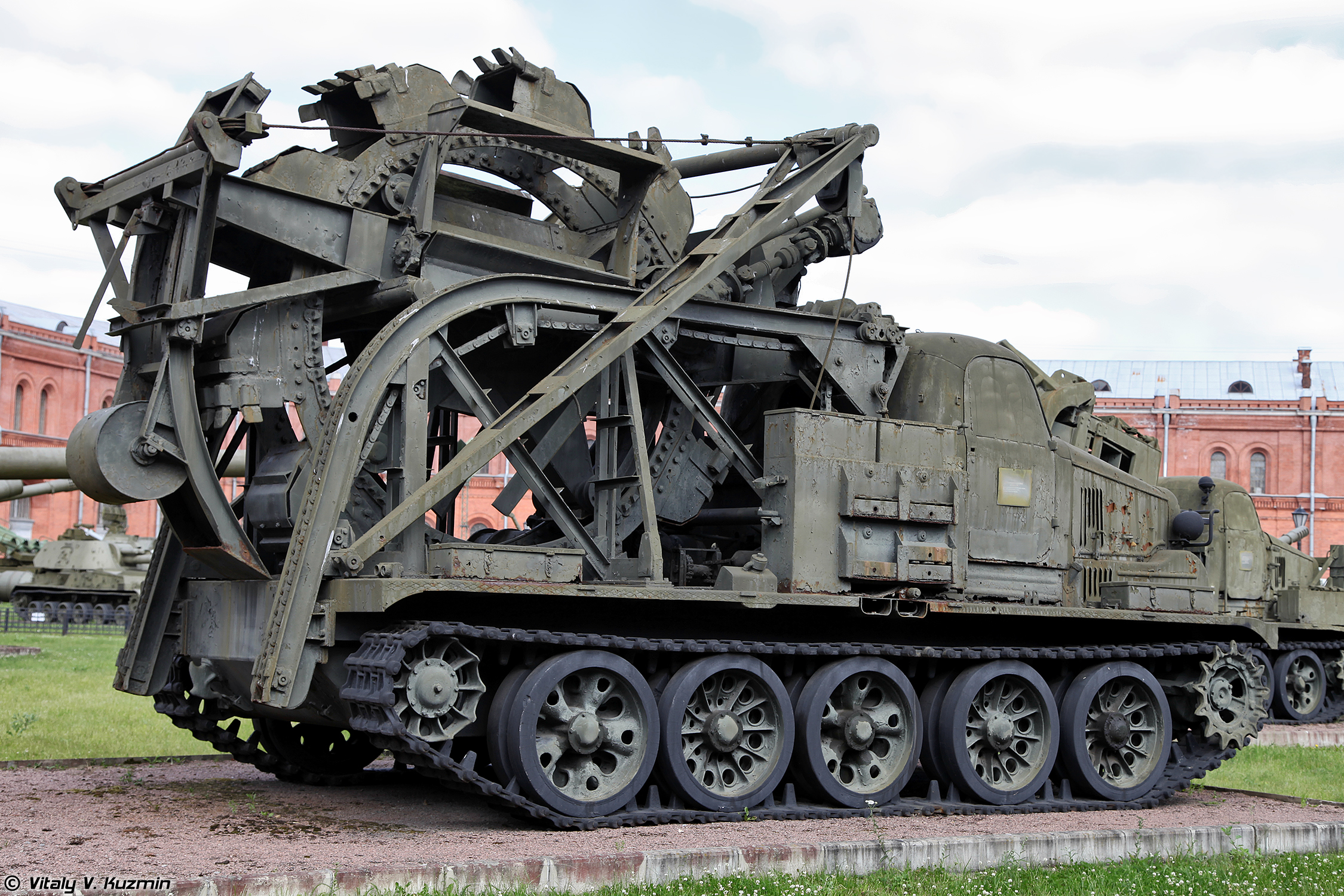
Koparka BTM

Koparka wieloczerpakowa BTM – radziecka maszyna inżynieryjna stosowana między innymi w Wojsku Polskim.

## Charakterystyka
Koparka BTM jest przeznaczona do kopania ciągłych rowów strzeleckich w gruntach lekkich i średnich w osi jazdy. Zasadniczym elementem organu roboczego koparki jest rotor o średnicy 3450 mm z 10 czerpakami na obwodzie. Pojemność jednego czerpaka to120 litrów. 

## Dane eksploatacyjne koparki
| Parametr                            | Wartość          |
| ----------------------------------- | ---------------- |
| Szybkość transportowa               | 20–25 do 35 km/h |
| Głębokość wykopu                    | do 1,5 m         |
| Szerokość wykopu u góry             | 0,9–1,1 m        |
| Szerokość wykopu u dołu             | 0,6 m            |
| Wydajność koparki w ciągu 10 godzin | 3,0–4,0 km       |
| Masa koparki                        | 26,5 t           |